# Église Saint-Vincent de Liège
Pour les églises ayant le même vocable, voir Église Saint-Vincent.
L'église Saint-Vincent est une église située dans la ville belge de Liège, au point de rencontre de la rue de Fétinne et de l'avenue Albert Mahiels dans le quartier de Fétinne (sous-quartier des Vennes).
L'avenue Albert Mahiels relie le boulevard Emile de Laveleye au pont de Fétinne. Le nom de cette avenue est choisi en mémoire de l'ingénieur chef des travaux de la ville. 

## Historique

### La paroisse de Saint-Vincent
Saint-Vincent était un célèbre martyr espagnol qui a vécu au IVe siècle. Son culte s'est popularisé dans toute la Gaule. À la suite de ce dévouement de la population, il a été sacré le saint patron des vignerons (Il est représenté par une grappe de raisin). Dans la région liégeoise, la viticulture voit son apogée aux XIIIe et XIVe siècles. Sur la rive gauche de la Meuse, la culture de la vigne s'est fortement développée. Elle recouvrait la rive de Visé à Namur.
Beaucoup de sanctuaires ont donc été érigés en son honneur et une chapelle a été tout spécialement conçue pour lui lors de la construction de la cathédrale Saint-Lambert. La paroisse de Saint-Vincent faisait partie du concile Saint-Remacle.
La première construction de l'église Saint-Vincent est supposée au XIIe siècle sous le règne de Balderic II. Cependant aucune preuve ne permet de le prouver avec certitude. A cette époque, de nombreux quartiers étaient inclus au sein de sa paroisse et ce jusqu'au XIVe siècle :
- La Boverie
- Malvoie
- Fétinne
- Froidmont
- Joryd
- Les Vennes
- Rivage en Pot
- Les Aguesses
- Kimkempois
- Le Sart-Tilman
- Le Château de Colnster
- Thiersnesse

À partir du XIVe siècle, on peut affirmer que le quartier de Fétinne dispose de paroisses bien séparées.
Au XVe siècle, l'église était constituée de plusieurs chapelles :
- Saint-Sacrement
- Saint Jean-Baptiste
- Saint-Nicolas
- L'autel Sainte-Croix

Durant cette époque, l'église était ornée de décors.

### La première église Saint-Vincent

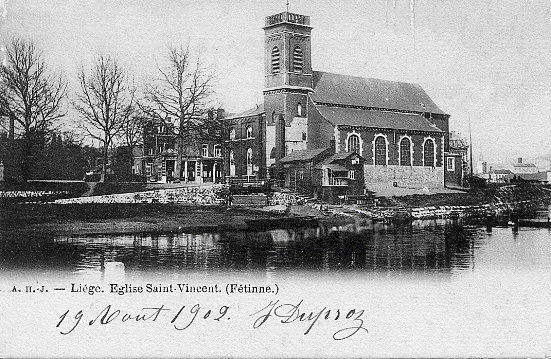
La première église Saint-Vincent en 1902.

Cette première église fut construite au confluent de la Meuse et du Fourchu Fossé sur une parcelle relativement basse et donc exposée aux inondations. Ceci lui portera préjudice plus d'une fois.
L'inondation la plus dévastatrice eut lieu en 1643. La chapelle de Fétinne n'y a pas survécu. Elle fut reconstruite en 1669. Mais à peine la reconstruction finie, elle fut victime des bombardements de 1691 et il aura fallu plus de 25 ans pour la deuxième reconstruction. En 1735, l'église Saint-Vincent fut enfin consacrée.
Malgré les nombreux dégâts des inondations et attaques militaires, l'église résistera aux problèmes politiques de la fin du XVIIIe siècle. À la même époque, elle fut désignée comme le lieu de réunion des habitants du quartier. Ce qui a eu comme conséquence qu'au fil des années l'église fut abandonnée et sans entretien. En 1803, une partie du chœur s'effondra, ce qui va détruire une partie du cimetière en même temps.
À la suite de cela, les paroissiens ont pris eux-mêmes les choses en main et ont construit un barrage pour éviter de nouvelles inondations. En 1833, la fabrique de l'église a été autorisée à reconstruire les tours ainsi qu'à réparer le corps. En 1847, le chœur et la salle mortuaire sont reconstruits. 
Cependant, en 1920, l'abbé Jules Hannay (1878-1952) organise la démolition complète de l'ancienne église afin de la remplacer par une nouvelle église Saint-Vincent qui fut érigée à l'occasion de l'Exposition Universelle de 1930. L'architecte désigné pour mener à bien ce projet est le Liégeois Robert Toussaint. Lors de l'Exposition de 1930, une galerie intitulée « Saint-Vincent, paroisse et quartier » se tient à l'intérieur de l'église. Cette exposition retrace le passé tumultueux de l'église.

Selon l'expertise de l'architecte Robert Toussaint :

« L'ancienne église St-Vincent exigeait depuis plusieurs années déjà des réparations et frais d'entretien importants. En plus de ceux-ci le fait qu'elle était devenue absolument insuffisante à contenir les fidèles de la paroisse détermina la construction d'une nouvelle église. De celle-ci le gros-œuvre seul a été réalisé à l'exception de tout parachèvement.
L'état dans lequel se trouve actuellement l'ancienne église ne permet pas d'envisager d'y passer un nouvel hiver ; en effet, indépendamment des travaux d'entretien qui auraient dû être normalement exécutés, la présence d'un nouveau bâtiment a fait négliger totalement des réparations qui étaient pourtant devenues tout à fait urgentes. Les toitures notamment sont dans un état de très grand délabrement : non seulement les ardoises manquent sur de grandes surfaces, mais même le carton bitumé qui avait été placé à titre précaire s'est soulevé et s'est détérioré ; en maints endroits, la volige est à nu et des introductions d'eau de pluie ont lieu à l'intérieur du bâtiment. L'ensemble des voûtes est baigné d'humidité ; l'eau découle le long des murs et des colonnes et le pavement est couvert, à certains moments de plusieurs cm. d'eau ; le bas-côté nord principalement était ces jours-ci mouillé sur presque toute sa longueur. La voûte laisse aussi dégoutter les eaux qui tombent sur les bancs des fidèles, rendant impossible l'utilisation, pendant ou après une pluie, d'une grande partie de l'église, déjà exigüe. Le chauffage est devenu pratiquement impossible, des vitres manquantes, et des trous existant dans les plafonds, laissant s'échapper abondamment l'air chaud.
Mais nous devons surtout signaler le réel danger qui existe du fait du délabrement de certaines parties de l'édifice. Déjà lorsque les pieux Franki furent battus, il y eut nécessité de démolir la balustrade de la tour, en très mouvais état, et que les vibrations du sol pouvaient ébranler. Un danger réel existe également dans la voûte de la nef. À la première travée de celle-ci, vers le chœur, un voutain en brique a été fortement ébranlé et présente un défoncement très grave. Il s'est entièrement déformé, une partie étant fortement boursouflée tandis qu'une autre est défoncée. Le plâtras s'est déjà détaché en maints endroits ; les arcs doubleaux sont pour la plupart crevassés.
Il existe notamment une crevasse importante dans le doubleau de la dernière travée vers le fond de l'église, et qui se propage sur toute la hauteur du bâtiment, dans la voûte, le mur maitre, la voûte de bas-côté, et le mur de bas-côté.
Sous l'effet de la pluie et de la gelée qui pourrait survenir, un voutain entier pourrait se détacher de la voûte.
Fonds Toussaint »

— GAR Archive d'architecture, Université de Liège
Comme expliqué ci-dessus, l'ancienne église était très mal en point : elle était devenue totalement inaccessible. À l'époque, un bras de l'Ourthe coulait au pied de cette église mais celui-ci a été rebouché pour l'Exposition de 1905. Par la suite, tout le quartier fut réaménagé et agrandi. La construction d'une nouvelle église plus grande était donc devenue obligatoire.
Le projet de cette nouvelle église Saint-Vincent fut organisé par le biais d'un concours en 1928, à l'occasion de l'Exposition Universelle de 1930. C'est donc l'architecte liégeois Robert Toussaint qui remporte le concours. Il va inaugurer son bâtiment le 15 juin 1930.

## Caractéristiques
L'ossature, les charpentes et le gros œuvre de l'église sont en béton armé ce qui est une prouesse pour l'époque. Ces techniques sont également choisies pour un souci d'économie, de rapidité de construction et de sécurité.
La toiture est composée principalement d'un gigantesque dôme recouvert en cuivre. Elle comporte également une coupole pour le chœur, deux coupoles latérales et quatre petites coupoles.
Les façades sont constituées de « pierres armées Pauchot », les soubassements sont en grès et granit et les contre-murs intérieurs sont en briques.
Le plan central est inspiré du transept de la basilique du Sacré-Cœur (Koekelberg) à Bruxelles. Un grand volume octogonal qui est recouvert par le grand dôme principal à galerie ajourée. Sur ce dôme vient se poser un lanterneau surmonté d'une croix. Cependant, le chœur et la nef de l'édifice sont moins profonds. À ceux-ci sont accolées deux chapelles et quatre semi-coupoles à pignons pointus.
Le monument est devancé d'un parvis ainsi que d'un impressionnant arc en plein cintre en béton. Le portail et les portes piétonnes sont surmontés d'un auvent et d'un campanile.
Cette construction a été jugée de style néobyzantin. Mais elle démontre également l'utilisation de nouvelles techniques modernes de construction comme le système des pieux en fondation utilisé pour la première fois dans un édifice religieux.
Le parachèvement de l'église ne sera réalisé qu'après la crise des années 1929-1930.

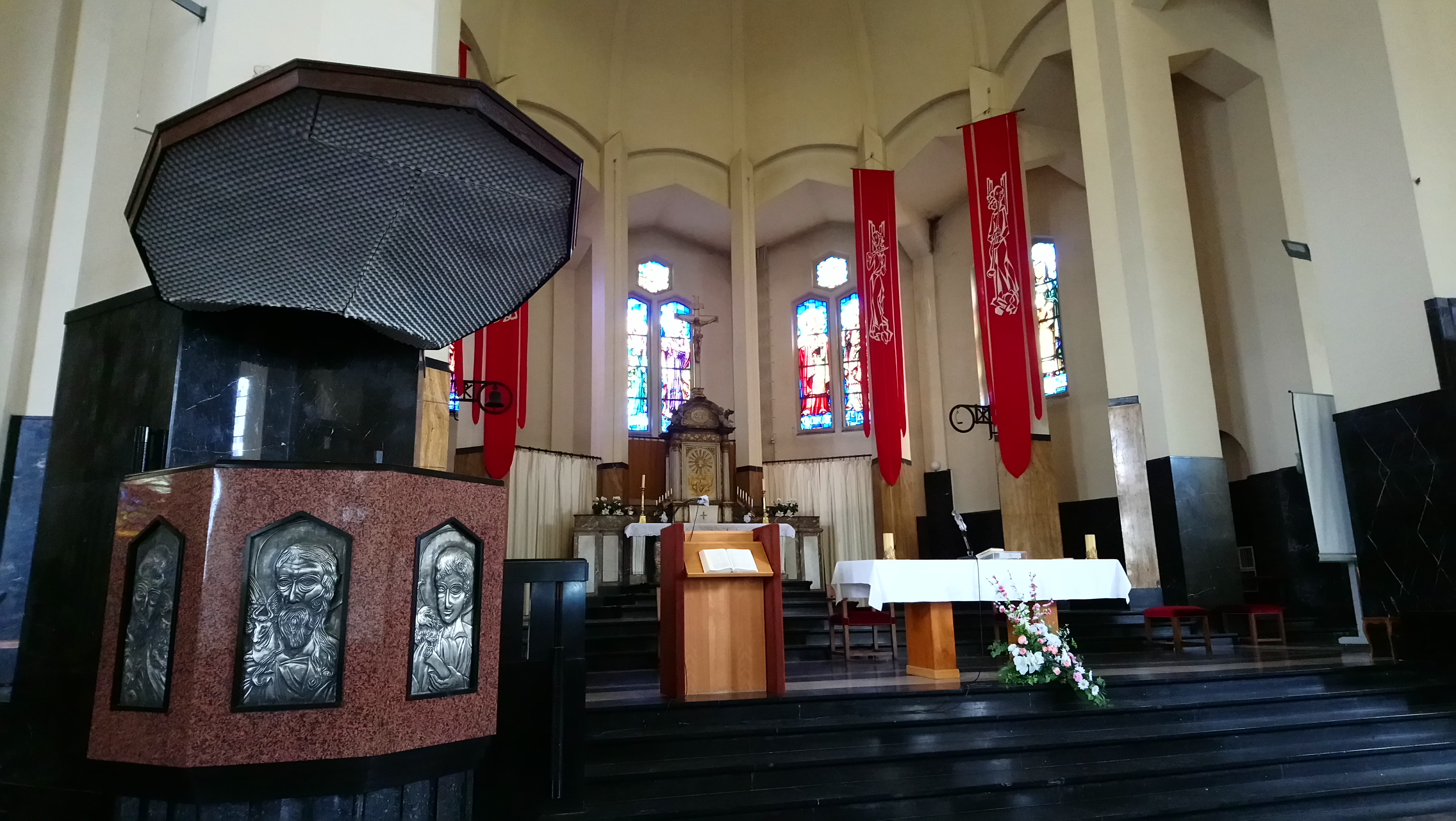
Chœur de l'église Saint-Vincent de Liège

L'église bénéficie d'un maître-autel, de deux autels secondaires ainsi que de deux confessionnaux (de style Louis XIV) comme seul mobilier. Par après, les deux autels secondaires sont remplacés par deux socles en marbre.
« Ce vaste édifice en béton armé comporte une coupole centrale posant sur huit piliers grâce à trois étages de poutres disposées en octogone, raccordée par des décrochements horizontaux à gradins à des demi-coupoles qui coiffent quatre absidioles. » (Source ; livre : le patrimoine monumental de la Belgique 3, liège/ville de Liège)
Les revêtements vus en marbre et granit sont toujours parfaitement polis :
- Le pilier est en marbre bleu belge, avec les plinthes et les cimaises en noir. Le veinage du marbre est vertical.
- Le corps de la chaire est en granit rouge Balmoral, tandis que le revêtement intérieur est en granit Lunel et la tablette de couverture en noir. Les cannelures du socle sont en granit Labrador bleu nacré, la moulure est en granit noir et les bandes entre cannelures sont en marbre noir.
- Le muret, la balustrade, les marches, ainsi que le palier sont en marbre noir.

L'architecte Robert Toussaint a écrit : 

« Chaque nef est construite selon la même conception et le même plan ; c'est-à-dire  : une infrastructure en matériaux traditionnels sur laquelle est montée une superstructure en charpente d'acier recouverte entièrement de panneaux d'aluminium, tant pour les murs que pour la toiture.
La charpente métallique est constituée par une série de portiques métalliques disposés parallèlement entre eux et s'appuyant sur des murs de soutènement en béton.
Une préfabrication de tous les éléments de charpente a été poussée aussi loin que possible par suite des détails extrêmement réduits, fixés pour la construction des premiers bâtiments. Les portiques ont 12m d'ouverture, 3m de hauteur libre sous entrait, et sont distants l'un de l'autre de 4 mètres.
Ce module est lui-même subdivisé en trois parties de 1.33m correspondant à la largeur unitaire des panneaux standard qui devaient être démontables et interchangeables, pour répondre un besoin de mobilité des aménagements.
Les portiques sont d'abord contreventés par des poutres de rive supérieures en tôles d'acier pliée et par des poutres faitières en U, de 70*180.
Ces faitières laissent entre elles une distance d'un mètre, ce qui a permis l'aménagement d'un éclairage sur toute la longueur du bâtiment.
La conception de la toiture mérite une attention particulière. Des chevrons, cintrés au rayon de 25m (qui est la courbure de la toiture), sont posés entre les poutres faîtières et les poutres sablières sur les deux versants. Sous ces chevrons est boulonné un plafond composé par du contreplaqué d'une épaisseur de 3cm sur lequel sont appliquées des plaques « d'Isoron ». Cet élément constitue l'isolation phonique.
Sur les chevrons fixée une nappe « d'Isorel » de 12mm d'épaisseur ; la hauteur libre entre cet Isorel et le plafond de contreplaqué, constitue un caisson d'air servant d'isolation thermique.  
La couverture est constituée par des tôles d'aluminium de 1mm d'épaisseur, ayant le rayon de couverture des chevrons de support. Ces tôles ont 0.5m de largeur entre les axes des plis de fixation, et s'étendent en longueur, d'une seule pièce sur toute la largeur du bâtiment, le rayon de courbure a été obtenu sur place, au moment de la pose, par simple déformation élastique.
Les tôles d'aluminium sont percées d'une ouverture allongée, à l'endroit où les faites décrites précédemment, laissent entre elles une distance d'un mètre.
Les ouvertures pratiquées dans chaque tôle sont obturées par du plexiglas. Des ventilateurs, surmontés de cheminées de ventilation sont prévus dans l'axe du bâtiment, à une distance de 8m environ les uns des autres.
Les panneaux de façade ont 3m de hauteur et 1.33m de largeur d'axe en axe de leurs couvre-joints. Ils sont essentiellement composés de deux tôles d'aluminium de 1mm d'épaisseur, à petites ondulations, assemblées par sertissage sur un cadre en tôle d'acier. L'épaisseur du panneau est de 115mm. Les deux tôles sont couvertes intérieurement d'une couche isolante de 12mm d'épaisseur ; l'espace vide entre les tôles est maintenu, en dehors du cadre de sertissage, par des ressorts à boudin.
Trois sortes de panneaux ont été utilisés : des panneaux en tôle pleins et deux dimensions de panneaux vitrés. Dans un cas comme dans l'autre les tôles ou les vitres sont toujours doubles.
La rapidité de réalisation de cette construction a été remarquable grâce surtout à la préfabrication des divers éléments constitutifs : 3.200m² de bâtiments finis, ont été construits en 3 mois.
Un système de chauffage à circulation d'eau chaude, est disposé au plafond. »

— GAR Archive d'architecture, Université de Liège

### Œuvres à l'intérieur de l'église Saint-Vincent
- Jeune paysanne (dessin rehaussé)
- Jeu de cartes
- Le laurier
- Nu
- Le vieux mur
- Le nuage
- La meule
- Mélancolie
- La moisson
- Pommiers en fleurs
- Petite fille aux tagettes
- Intérieur
- Tête de femme
- Azalée rose
- Déesse
- Vasque fleurie
- Arcade fleurie